# Майк Тайсон — Майкл Спинкс
Майк Тайсон против Майкла Спинкса — ppv поединок в тяжелом весе, на кону которого стояли титулы WBC, WBA, IBF, журнала The Ring, Линейного чемпиона и звание лучшего боксёра вне зависимости от весовой категории. Бой состоялся 27 июня 1988 года в Лас-Вегасе на арене MGM Grand и завершился победой Майка Тайсона.

## Перед боем
В июне 1988 года состоялся бой двух непобеждённых боксёров — абсолютного чемпиона мира в тяжелом весе Майка Тайсона и бывшего абсолютного чемпиона мира в полутяжелом весе, а также бывшего чемпиона мира по версии IBF в тяжелом весе Майкла Спинкса. Впервые после первого поединка между Мохаммедом Али и Джо Фрейзером на ринге сошлись два непобедимых чемпиона мира — бывший и нынешний. Это было самым важным событием в боксе на тот момент, на кону стоял титул абсолютного чемпиона мира в тяжёлом весе, вакантный титул The Ring, титул «Линейного чемпиона», именной пояс WBC и звание сильнейшего боксёра в тяжелом весе. Один из комментаторов сравнил по значимости этот бой с известным боем Грохот в джунглях. Фаворитом в этом бою был Тайсон (ставки на него принимали расчета 3,5 к 1).
Бой посетили  такие знаменитости, как Джек Николсон, Сильвестр Сталлоне, Шон Пенн, Мадонна, Уоррен Битти, Опра Уинфри, Билли Кристал, Джордж Стейнбреннер, Джесси Джексон и Чак Норрис. Билеты стоили рекордные $1 500.  Со-промоутер Шелли Финкель предсказал, что бой будет превосходить бой Марвина Хаглера против Шугара Рэя Леонарда и может стать самым кассовым бой в истории бокса[уточнить].

## Ход главного поединка
В середине первого раунда Тайсон провел левый апперкот в подбородок, а затем добавил правый крюк в корпус. Спинкс опустился на колено. Он встал на счёт «3». Сразу же после возобновления боя Тайсон правым апперкотом в голову вновь отправил противника на канвас. Спинкс на счёт «10» всё ещё находился на полу, и рефери остановил бой

## После боя
Единственный раунд этого боя получил статус раунд года по версии журнала The Ring. В этом бою Тайсон установил своеобразный рекорд: Он заработал на тот момент самый большой гонорар в истории бокса (22 миллиона долларов) за самое короткое время (91 секунда), а Спинкс заработал 13,5 миллионов долларов.

## Андеркарт
| Winner              | Result | Opponent       |
| ------------------- | ------ | -------------- |
| Carl Williams       | UD12   | Trevor Berbick |
| James Douglas       | TKO7   | Mike Williams  |
| Maurice Blocker     | TKO5   | Orlando Orozco |
| Donovan Ruddock     | TKO2   | Reggie Gross   |
| Glenn Thomas        | MD8    | John Herbert   |
| Jerry Jones         | TKO3   | Bill Melsop    |
| Rodolfo Marin       | UD4    | Bruce Johnson  |
| Anthony Witherspoon | TKO5   | Alex Stanley   |